# Прострация (будизъм)
Вижте пояснителната страница за други значения на Прострация.
Прострацията (пали: панипата, санскрит: намас-кара, японски: рейхей) е жест, използван в будистката практика, с който се изразява почит и благодарност към трите скъпоценности (т.е. Буда, неговите учения и сангхата или общността на практикуващите).
Будистите смятат, че прострациите са благотворни за практикуващия по няколко причини:
- като акт на отдаденост и щедрост (санскрит дана)
- като акт на пречистване на смущаващите чувства (санскрит клеша) и особено гордостта
- като подготовка за определени будистки практики
- като акт на натрупване на добри впечатления в ума или заслуга (вижте карма)

## Тхеравада
В Пали канона светските хора правят прострации пред живелия тогава Буда, както това е споменато в различни сутри.  В Тхеравада като част от ежедневната практика практикуващият обикновено прави прострации преди и след будистки песнопения и медитационна сесия. В този случай се правят по три прострации: веднъж пред Буда, веднъж пред дхарма или учението и веднъж пред сангхата или общността на практикуващите. Най-общо прострации могат да се правят и пред други обекти на почит. 
Тхеравада будистите изпълняват прострации, известни като „отдаване на почит в пет точки“ или „прострация с пет крайника“, при които дланите, лактите, пръстите на краката, коленете и челото се поставят на пода. 
В страните с Тхеравада традиция като Шри Ланка, когато човек отива при учителя си прави пред него прострация с формулата „Отдавам Ви почит почитаеми господине“ за да отвори ума си и да получи инструкции.

## Махаяна
В Зен будизма се използват както пълни, така и полу-прострации. Зен майсторът Робърт Бейкър пише: 

На Зен учениците се преподава, че в рейхей човек изхвърля всичко. Завъртането на предмишниците в лактите и повдигането на дланите докато се простираш е акт на поставянето на краката на Буда на главата си.

 За Зен майстора от 9 век Хуанг По се казва, че правил прострации толкова интензивно че имал постоянно червено петно на челото. 

## Ваджраяна
Във Ваджраяна прострациите често се изпълняван преди определени практики или учения, но могат да представляват и отделна практика. Те се разглеждат като средство за пречистване на „трите врати“ или трите ваджри (тяло, реч и ум) от кармични натрупвания и по-специално гордост. 
Правенето на голям брой прострации (например 100 000) е част от основополагащите практики на тантричните приемствености, наречени ньондро.